# David Wagner (football)
Pour les articles homonymes, voir David Wagner et Wagner.
David Wagner, né le 19 octobre 1971 à Francfort-sur-le-Main en Allemagne de l'Ouest, est un footballeur germano-américain, devenu entraîneur à l'issue de sa carrière, qui évoluait au poste d'attaquant.

## Biographie

### Carrière de joueur

#### Parcours junior et début de carrière pro au Eintracht Francfort (1990-1991)
David Wagner, né en Allemagne d'une mère allemande et d'un père américain, commence sa carrière professionnelle en 1991 en Bundesliga à l'Eintracht Francfort.
Il fait ses débuts en Bundesliga le 16 mars 1991 lors de la 21e journée du championnat contre le VfL Bochum. Ce sera son seul match avec l'Eintracht Francfort.  

#### FSV Mayence (1991-1995)
La saison suivante, il est transféré au FSV Mayence en 2. Bundesliga. Il joue 98 matchs, pour 20 buts marqués, en quatre saisons. 

#### Schalke 04 (1995-1997)
En 1995, il fait son retour en Bundesliga à Schalke 04. Il y retrouva son ami Thomas Dooley. Il joue 36 matchs, pour 3 buts marqués, en deux saisons. Il remporte la Coupe de l'UEFA en 1997 (5 matchs, pour un but marqué). 

#### FC Gütersloh (1997-1999)
En 1997, il est transféré au FC Gütersloh en 2. Bundesliga. Il joue 50 matchs, pour 7 buts marqués, en deux saisons.   

#### Waldhof Mannheim (1999)
Puis il rejoint un autre club de 2. Bundesliga, le Waldhof Mannheim il reste seulement trois mois. Il joue très peu dans cette équipe, seulement 6 matchs disputés.  

#### SV Darmstadt (1999-2002)
En octobre 1999, il rejoint le SV Darmstadt 98 en troisième division. Il joue 79 matchs, pour 21 buts marqués, en trois saisons. Il met un terme à sa carrière en 2005.

### Carrière internationale
David Wagner prend la nationalité américaine en 1996. Il est convoqué pour la première fois en équipe des États-Unis par le sélectionneur national Steve Sampson, pour un match en 1996. Il compte 8 sélections avec l'équipe des États-Unis entre 1996 et 1998.

### Carrière d'entraîneur

#### Huddersfield Town (2015-2019)
Le 5 novembre 2015, David Wagner a été nommé manager du club anglais d'Huddersfield Town à la suite du départ de Chris Powell. Christoph Bühler, qui a quitté le Borussia Dortmund le 1er novembre 2015, devient son assistant,. 
À l'été 2016, Wagner achète 13 joueurs à travers le continent dont Danny Ward, Chris Löwe et Aaron Mooy. Pour nouer des liens au sein de l'effectif, il amène ses joueurs en Suède, où ils doivent survivre avec seulement des équipements de bases pendant quelques jours. 
Le succès au début de la saison de 2016–17 est largement dû aux liens créés en pré-saison, Wagner a déclaré que c'était un résultat direct au voyage en Suède. Quelques semaines plus tard, ils se sont rendus en Autriche et ont réalisé deux clean sheets en match contre les clubs de Bundesliga du Werder Brême et de  Ingolstadt 04. Après un début de saison 2016–17 invaincu, Huddersfield Town était en haut du classement au début du mois de septembre, incluant une victoire à St James's Park contre Newcastle United,.
David Wagner amène son équipe d'Huddersfield Town en finale des barrages d'accession à la Premier League lors de la saison 2016-2017.
Après avoir obtenu le maintien du club en Premier League, il prolonge son contrat jusqu'en 2021 le 30 mai 2018.
Il quitte le club par "consentement mutuel" le 14 janvier 2019, alors que celui-ci se classe à la dernière place du championnat après vingt-deux journées.

#### Schalke 04 (2019-2020)
Le 9 mai 2019, Schalke 04 annonce que David Wagner sera le nouvel entraîneur du club à partir de la saison 2019-2020.
Après une défaite sur le score de 1–3 face au Werder Brême, le 18e match consécutif sans victoire en championnat, Wagner est licencié le 27 septembre 2020,.

#### BSC Young Boys (2021-2022)
Le 10 juin 2021, il est annoncé qu'il est le nouvel entraîneur du BSC Young Boys (club suisse qui évolue en Super League). Il remplace Gerardo Seoane parti au Bayer 04 Leverkusen.
Le 7 mars 2022, il est limogé par le BSC Young Boys après des résultats plutôt décevant, après notamment 1 défaite contre le Servette FC (0-1) et 1 match nul contre le FC Lucerne (2-2),.

#### Norwich City (2023-)
Le 6 janvier 2023, il est nommé nouvel entraîneur de l'équipe de Norwich City (club de Deuxième Division anglaise).

### Informations personnelles
David Wagner est le meilleur ami de Jürgen Klopp et a été le témoin de son mariage.

## Palmarès

### Joueur
Schalke 04
- Vainqueur de la Coupe UEFA en 1997 avec Schalke 04.

### Entraîneur
- EFL Championship play-offs : 2017

Distinctions personnelles
- EFL Championship Manager of the Year: 2016–17
- Premier League Manager of the Month: August 2017
- EFL Championship Manager of the Month: August 2016, February 2017